# Wembley-Elf (1972)
Am 29. April 1972 schlug die deutsche Fußballnationalmannschaft die englische Nationalmannschaft im Londoner Wembley-Stadion mit 3:1 im EM-Viertelfinale der Europameisterschaft 1972.
Aufgrund des ersten Sieges einer deutschen Fußballnationalmannschaft in England wurde die Mannschaft in Anlehnung an den Spielort Wembley-Elf genannt. Sie gilt bis heute als die spielstärkste DFB-Elf aller Zeiten. Die Zeitschrift Sport Bild bewertete 2011 von 842 deutschen Länderspielen dieses Spiel als das „größte deutsche Länderspiel aller Zeiten“.

## Turnierverlauf
Für die Europameisterschaft 1972 wurden Qualifikationsspiele in acht Gruppen vorgeschaltet. Die acht Gruppensieger ermittelten im Viertelfinale durch Hin- und Rückspiel die vier Halbfinalisten, von denen einer als Veranstalter von Halbfinale und Finale bestimmt wurde. Nur das Halbfinale, das damals noch ausgetragene Spiel um Platz 3 und das Finale waren Einzelspiele und fanden im Gastgeberland Belgien statt.
Die deutsche Nationalmannschaft hatte sich nach Bestehen der Qualifikationsphase für das Viertelfinale qualifiziert. Mit England wurde ihr am 8. Januar 1972 ein schwerer Gegner zugelost. Zuletzt hatten sich beide Mannschaften im hart umkämpften Viertelfinale der Fußballweltmeisterschaft 1970 (3:2 n. V.) gegenübergestanden. Das Hinspiel fand am 29. April 1972 in London statt, das Rückspiel am 13. Mai 1972 in Berlin (0:0).

## Aufstellung gegen England
Bundestrainer Helmut Schön musste eine Notelf zusammenstellen, die so noch niemals zusammengespielt hatte: aufgrund des Bundesliga-Skandals waren auch einige Nationalspieler gesperrt (darunter vom FC Schalke 04 Reinhard Libuda und Klaus Fichtel), die Stammspieler Wolfgang Overath, Berti Vogts und Wolfgang Weber waren verletzt.
Die deutsche Mannschaft spielte in grün-weiß-grünem Auswärtsdress mit folgender Aufstellung:
- Torwart: Sepp Maier (FC Bayern München)
- Abwehr: Horst-Dieter Höttges (Werder Bremen), Franz Beckenbauer, Georg Schwarzenbeck, Paul Breitner (alle FC Bayern München)
- Mittelfeld: Uli Hoeneß (1 Tor, FC Bayern München), Günter Netzer (1 Tor), Herbert Wimmer (beide Borussia Mönchengladbach)
- Angriff: Jürgen Grabowski (Eintracht Frankfurt), Gerd Müller (1 Tor, FC Bayern München), Sigfried Held (Kickers Offenbach)

## Spielverlauf
Da Jürgen Grabowski nach vorheriger Verletzung wieder zur Verfügung stand, nahm Helmut Schön Heinz Flohe und Jupp Heynckes aus der Mannschaft. Grabowski spielte auf Rechtsaußen, Uli Hoeneß, der erst im Januar jenes Jahres sein Debüt gegeben hatte, etwas zurückgezogen im Mittelfeld. Außerdem spielte Held auf Linksaußen, obwohl er zu diesem Zeitpunkt in der Regionalliga spielte.
Ein weiterer taktischer Zug von Schön war es, Netzer aus dem Mittelfeld zurück in die Abwehr zu ziehen. Zusammen mit Beckenbauer wechselte er sich mit Vorstößen in die Offensive ab.
Karl Heinz Bohrer, damaliger England-Korrespondent der FAZ, verfasste aufgrund dieser Systemumstellung den viel zitierten Satz „Netzer kam aus der Tiefe des Raumes“.
Uli Hoeneß schoss nach einer Vorlage von Held in der 26. Minute das 0:1. Nach Chancen auf beiden Seiten glichen die Engländer, die das Spiel in der zweiten Halbzeit bis dahin dominiert hatten, nach einem Fehler Franz Beckenbauers durch Francis Lee zum 1:1 in der 77. Minute aus.
Dann übernahm die deutsche Elf wieder die Initiative und erhielt in der 84. Minute nach einem Steilpass von Müller auf Held, der im Strafraum gefoult worden war, einen Elfmeter. Von Pfiffen begleitet, platzierte Netzer den Ball, der Torhüter Banks über die Hände glitt und darauf vom Innenpfosten ins Tor prallte. In der 88. Minute schloss Gerd Müller eine Kombination von Held und Hoeneß mit dem 3:1 ab und erzielte damit sein 43. Länderspieltor, womit er mit Uwe Seeler als Rekordtorschütze gleichzog.

## Analyse
Im Auftrag des Fachblattes 11 Freunde analysierten Wissenschaftler der Sporthochschule Köln Spiele der Nationalmannschaft aus dem Zeitraum 1958–2010. Im Spiel der Wembley-Elf richteten sie ihr besonderes Augenmerk auf Günter Netzer. Dieser hatte 99 Aktionen am Ball, davon 88 Offensivaktionen und spielte 64 erfolgreiche Pässe: jeweils den Höchstwert aller Spieler. Allein 20 mal spielten sich Netzer und Beckenbauer den Ball zu.
Die Geschwindigkeit des Balles betrug 2,9 Meter pro Sekunde, wenn die Deutschen ihn spielten – ein Wert, der auch in der WM 2010 überdurchschnittlich war – während die Engländer nur auf 1,64 Meter pro Sekunde kamen.

## Weiterer Verlauf der EM
Das Rückspiel in Berlin endete 0:0, womit Deutschland neben Belgien, Ungarn und der Sowjetunion das in Belgien ausgetragene EM-Halbfinale erreichte.
Dieses wurde gegen Gastgeber Belgien in Antwerpen mit 2:1 gewonnen, das Endspiel gegen die Sowjetunion, die zuvor von 20 Spielen nur eins gegen Deutschland mit 1:4 bei der Eröffnung des Münchener Olympiastadions verloren hatte, in Brüssel mit 3:0.
Der Großteil dieser Mannschaft wurde zwei Jahre später auch Weltmeister. Es war das erste Mal, dass eine Mannschaft gleichzeitig Europameister und auch Weltmeister war. Dies gelang später auch den Franzosen (Weltmeister 1998, Europameister 2000) und den Spaniern (Europameister 2008, Weltmeister 2010, Europameister 2012).